# Філадельфія Квакерс
Філадельфія Квакерс (англ. Philadelphia Quakers, укр. Квакери Філадельфії) — колишній професіональний чоловічий хокейний клуб, який виступав у Національній хокейній лізі протягом сезону з 1930 — 1931. Наступники клубу Піттсбург Пайратс.

## Відомі гравці
- Сід Гоу
- Бад Джарвіс
- Джеррі Лоурі
- Аллан Шілдс
- Білл Гаттон